# Першин, Вячеслав Владимирович
Вячеслав Владимирович Першин (укр. Вячеслав Володимирович Першин; 18 октября 1940, Кизыл-Арват — 27 августа 2008, Черкассы) — советский футболист и украинский тренер, Мастер спорта СССР (1966), Заслуженный тренер Украинской ССР (1989).

## Биография

### Карьера игрока
Воспитанник московского футбола, начинал играть в юношеской команде стадиона «Юных пионеров». В начале 1960-х годов переехал на Украину, где дебютировал за выступавший в классе «Б» «Авангард» Тернополь, а позже проходил службу в армейской команде Львова.
В 1963 году был приглашён в луганскую команду «Трудовые резервы», которую тренировал Герман Зонин. Фланговый защитник достаточно быстро завоевал место в стартовом составе команды, вскоре получившей новое название — «Заря». Физически крепкий, уверенный в себе, жёсткий в единоборствах, Першин стал стержневым игроком луганского клуба 1960-х годов. В игре отличался точным выбором позиции, смелостью и самоотдачей. В сезонах 1963—1964 выступал вместе с тёзкой-однофамильцем. В сезоне 1966 года, луганчане, финишировав первыми в своей подгруппе и выиграв переходный турнир, завоевали путёвку в первую группу класса «А». В следующем сезоне дебютировал за луганский клуб в высшем дивизионе советского футбола, но из-за разногласий с тренерами покинул команду, уехав в рижскую «Даугаву». Вскоре вернулся на Украину.
Первую часть сезона 1968 года отыграл в «Шахтёре» Кадиевка, после чего перешёл в полтавский «Сельстрой», который тренировал Александр Алпатов, хорошо знавший Першина ещё со времён работы тренером в луганской «Заре». Опытный защитник легко вписался в игровой стиль полтавской команды, занявшей по итогам того сезона 5 место. В следующем сезоне завершил карьере футболиста.

### Карьера тренера
Работал тренером в луганском спортинтернате. Среди его воспитанников были такие футболисты, как Александр Бережной, Сергей Журавлёв. В 1977 году перешёл на тренерскую работу в ворошиловградскую «Зарю» помощником возглавлявшего команду Йожефа Сабо, а по окончании сезона вместе с ним перебирается в Киев, где работал со СКА.
В 1979 году входил в тренерский штаб луцкого «Торпедо», а ещё через год был назначен старшим тренером волынской команды. Команда в итоге заняла 20 место. В 1984 году возглавлял керченский «Океан», а в следующем сезоне, в течение первого круга, был наставником хмельницкого «Подолья».
В 1987 году возглавил клуб КФК черкасский «Днепр». Одержав победу в чемпионате УССР, команда вернулась во вторую лигу. В мае 1989 года Першина сменил Рудольф Козенков. Уже в независимом чемпионате Украины непродолжительное время входил в тренерский штаб команды «Нефтяник» Ахтырка, позже тренировал любительский коллектив «Нива-Нефтяник» из Корсунь-Шевченковского. Весной 1998 года возглавил запорожское «Торпедо», но проведя во главе команды четыре поединка, оставил свой пост, вернувшись в Черкассы где принял местный клуб, который тренировал до конца первого круга. В марте-апреле 2002 года, после очередной смены тренера, Першин снова тренировал «Черкассы». С лета 2002 года работал помощником Вадима Добижи в российской «Волге» Тверь, потерявшей к тому времени профессиональный статус. В 2003 году возглавил команду, пригласил в помощники Александра Кирилюка. Одержав победу в региональном первенстве «Золотое кольцо», клуб снова вернулся во вторую лигу чемпионата России. Вернувшись на Украину, Першин работал с любительскими коллективами «Колос» (Чернобай) и «Златокрай» (Золотоноша). В 2006 году вновь был в тренерском штабе черкасского «Днепра». Последней командой был любительский клуб «Ходак». Скончался 27 августа 2008 года. В память о заслуженном тренере в Черкасской области проводится традиционный футбольный турнир.